# Berezova Balka, Vilșanka
Berezova Balka (în ucraineană Березова Балка) este localitatea de reședință a comunei Berezova Balka din raionul Vilșanka, regiunea Kirovohrad, Ucraina.

## Demografie
Componența lingvistică a localității Berezova Balka
     Ucraineană (96,67%)
     Rusă (2,75%)
     Alte limbi (0,59%)
Conform recensământului din 2001, majoritatea populației localității Berezova Balka era vorbitoare de ucraineană (96,67%), existând în minoritate și vorbitori de rusă (2,75%).